# Hipochondria
A betegségszorongás zavar (angolul: illness anxiety disorder) vagy elterjedt nevén hipochondria (görögül: υποχονδρίαση) egyfajta mentális zavar, amely esetében az egyén kényszeresen foglalkozik saját egészségi állapotával, megszállottan keresi magán a szervezetében fellépő kóros elváltozásokat, betegségeket, gyakorta halálfélelemmel küzd, és a feltételezett betegségek szomatikus tüneteit rendszerint pszichésen észleli is magán. Leggyakrabban szorongást okoz, de súlyosabb esetekben a hipochondriában szenvedő beteg állandó orvosi felügyeletre és folyamatos gondoskodásra tart igényt, noha voltaképpen egészséges és képes volna ellátni önmagát. A beteg gyakran maga is elismeri betegsége képzelt voltát, de kényszeres tudatállapotáról lemondani képtelen. Gyakran párosul a psziché egyéb kóros zavaraival, például paranoiával. Egyes elméletek szerint a hipochondria a lelki elhárítás egyik megnyilvánulási formája, amelynek segítségével az egyén igyekszik elkerülni, tudatából kizárni az elé tornyosuló magánéleti problémák megoldását. Pszichoterápiával és viselkedés terápiával többnyire kezelhető.
A szó eredete a görög hüpokhondrion szóra vezethető vissza, ezzel a megjelöléssel illették az ókori görögök a has felső részét, ahonnan feltételezésük szerint az értelem és a psziché betegségei erednek.